# Blonde (album d'Alizée)
Pour les articles homonymes, voir Blonde.
Albums de Alizée
5
(2013) Remixes
(2018)
Singles
1. Blonde
Sortie : 18 mars 2014
2. Alcaline
Sortie : 16 juin 2014

Blonde est le sixième album studio de la chanteuse française Alizée sorti le 23 juin 2014.
Le premier single, Blonde, est sorti le 18 mars 2014. Cet album sort seulement un an et trois mois après son cinquième album, 5. Cette accélération est due au succès d'Alizée lors de l'émission de télévision française Danse avec les stars. Elle en a remporté la quatrième saison le 23 novembre 2013.

## Conception de l'album
Le développement du sixième album a commencé à l'automne 2013 quand il est devenu clair qu'Alizée aurait beaucoup de succès dans l'émission Danse avec les stars. Le premier à faire allusion au nouvel album fut Jérémy Parayre, journaliste français travaillant pour Télé 7 jours, qui a posté sur Twitter, le 31 octobre 2013, un message disant qu'Alizée travaillait sur un nouvel album. Il a reçu l'information le jour même directement d'Alizée au cours d'une séance photo et d'une interview pour Télé 7 jours.

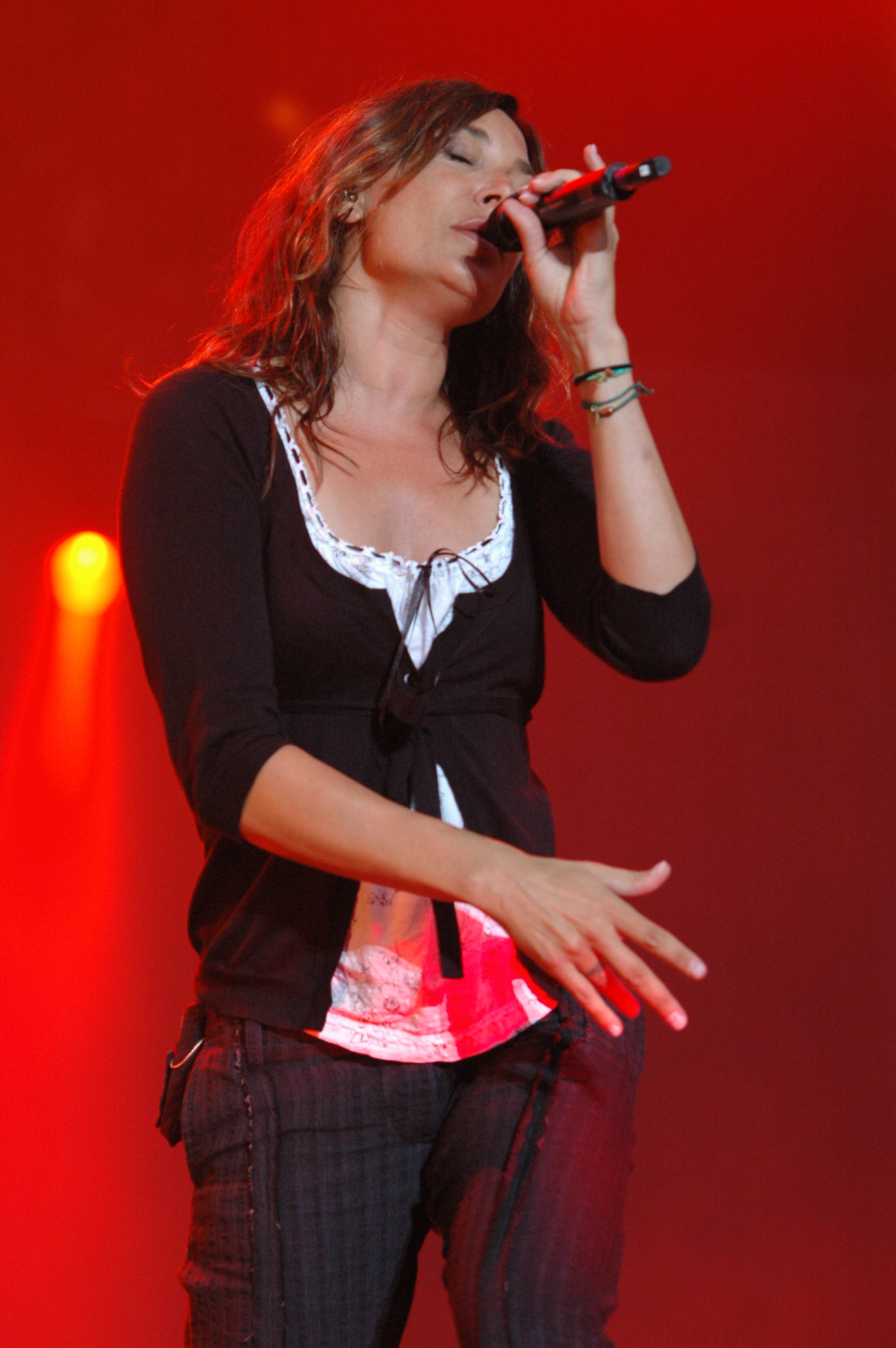
Zazie fait partie des auteurs de l'album.

Alizée a annoncé que son prochain album sortirait au printemps 2014. Elle a également publié dans les médias sociaux une photo d'elle-même dans un studio, durant l'enregistrement du nouvel album. Toutefois, en raison de l'emploi du temps chargé de Danse avec les stars, ce fut la seule occasion d'entendre parler de son travail sur l'album. Par la suite, ayant remporté le spectacle de danse, la chanteuse ne fut pas en mesure de commencer à travailler sur le nouvel album d'emblée. Elle devait en effet participer à la tournée Danse avec les stars qui a eu lieu dans toute la France et dura plus de deux mois, jusqu'au 23 février 2014. Après quelques semaines de vacances loin des médias, le 12 mars 2014, la couverture du premier single du nouvel album est accidentellement divulguée sur les médias sociaux : l'album est encore en cours d'élaboration. Le 14 mars 2014, Sony Music France confirme que le premier single de l'album sortira le 18 mars 2014.

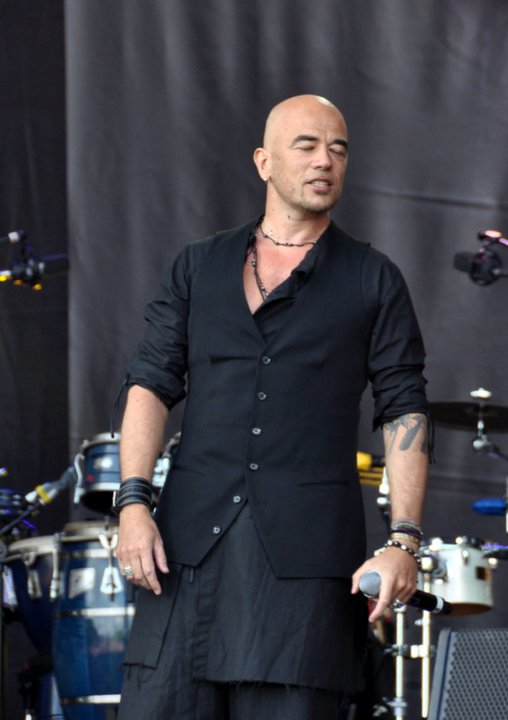
Pascal Obispo, le producteur de l'album.

Le 17 mars 2014, Sony communique les noms des personnes qui travaillent sur l'album. La liste comprend Laurent Konrad, Lionel Florence, Zazie, Pierre Grillet et Pascal Obispo. Le premier single, "Blonde" est écrit par Pascal Obispo et la musique est composée par Laurent Konrad. Il a été supposé que deux chansons composées par Jean-Jacques Goldman feraient partie de l'album mais d'après la liste des morceaux il n'en sera rien. Les deux chansons avaient été enregistrées par Goldman en 2011 - 2012 pour le cinquième album studio de la chanteuse appelé "5" mais elles avaient été écartés de la version finale. Alizée a dit à maintes reprises qu'elle aimerait les voir incluses dans de futurs albums.
Au cours de l'automne 2013, il a été dit que l'album serait composé de reprises. Cette rumeur a été corrigée par Alizée qui expliqua que l'album ne contiendrait pas de reprises et serait composé de chansons pop qui lui correspondaient. Il y eut également une confusion sur le fait qu'Alizée aurait déclaré aller au Japon pour enregistrer une ou plusieurs chansons en japonais. Il fut supposé que le nouvel album aurait des chansons en japonais. Plus tard, Alizée expliquera en fait qu'elle irait peut-être au Japon pour enregistrer une ou plusieurs chansons pour des films d'animation.

## Fond
Blonde est un album résolument pop.
On y retrouve des titres très dance tels que K.O., le single Blonde, Alcaline ou Charles est stone et son clin d’œil affiché aux pas de Charleston qu’Alizée a pu esquisser lors de son passage à Danse Avec les Stars. L'album comporte aussi des ballades telles que Seulement pour te plaire et Mon planeur, une ritournelle rétro telle que Tweet qui aborde le thème très contemporain de nos rapport aux réseaux sociaux. D’autres titres sont très personnels comme Plus de bye bye ou Mylène Farmer titre hommage au pygmalion de sa jeunesse.

## Commercialisation et promotion
Le 16 mai 2014, Alizée annonce sur Facebook un concours dans lequel les participants peuvent gagner l'album, un billet VIP pour un de ses concerts et une rencontre avec elle[pertinence contestée]. Sur le site de Sony Music, le nom et la couverture du nouvel album sont dévoilés en avant-première : le nom de l'album Blonde est confirmé. En outre, la tournée de concerts à venir a été nommée Blonde Tour.

### Performances et interprétations
La première présentation de la chanteuse après Danse avec les stars "La Tournée était en direct dans Calais Live 2014 en avril avec Blonde le premier extrait de l'album, direct organisé par Radio 6. La seconde interprétation en live a eu lieu dans le Carrefour de Stars à Épernay, organisé par Champagne FM. Chacune des représentations comptait plus de 10 000 spectateurs. À la mi-mai, Alizée est présente en direct à La Part-Dieu à Lyon, à l'événement organisé par Radio Scoop.
Après le million de vues de la vidéo de Blonde, la chanteuse participe au Concert Kiss FM 2014, un concert massif, au cours duquel la chanteuse interprète le premier extrait de l'album et une nouvelle chanson Alcaline, devant 7 000 spectateurs.
Alizée a été présenté plusieurs émissions de télévision, radio et de festivals de musique, y compris la cérémonie La Chanson de l'année où elle a été nommée pour Blonde, et une participation à la Fête de la musique en Montpellier, devant plus de 300 000 spectateurs.

### Tournée
Le 15 mai, Alizée annonce que le Blonde Tour débutera le 30 octobre à Marseille. Le 25 novembre, Alizée sera de retour à l'Olympia à Paris, le même endroit où sa première tournée avait commencé 11 ans plus tôt (26 août 2003). La tournée sera finalement annulée en raison de la faiblesse des ventes.

### Singles

#### Blonde
Le premier single de l'album est Blonde. La date de sortie est le 18 mars 2014 et le single a été annoncé le 14 mars 2014. Il a reçu des critiques généralement positives mais la réception du single est plutôt divisée. Les critiques et les médias ont toutefois applaudi le buzz qu'a créée la photographie d'Alizée. Ils ont également apprécié le message véhiculé par la chanson. Toutefois, certains critiques avancent l'argument que les paroles sont légères, voire stupides.

#### Alcaline
Le second single Alcaline fut joué pour la première fois lors de la scène Kiss FM Live 2014. Il sort en juin 2014.

## Liste des chansons
| No  | Titre                    | Auteur                                                                         | Durée |
| --- | ------------------------ | ------------------------------------------------------------------------------ | ----- |
| 1.  | Blonde.                  | Pascal Obispo, Franck Deweare, Lionel Florence / Laurent Konrad                | 3:31  |
| 2.  | K.-O.                    | Pascal Obispo, Lionel Florence, Élodie Hesme / Mickaël Zibi                    | 3:03  |
| 3.  | Alcaline                 | Lionel Florence, Élodie Hesme/ Paulina Goudieva, Laurent Konrad, Pascal Obispo | 3:18  |
| 4.  | Seulement pour te plaire | Pierre Grillet / Pascal Obispo                                                 | 3:28  |
| 5.  | L'Amour renfort          | Zazie / Laurent Konrad, Pascal Obispo                                          | 3:31  |
| 6.  | Bi                       | Lionel Florence, Elodie Hesme / Laurent Konrad, Pascal Obispo                  | 2:44  |
| 7.  | Mon planeur              | Pierre Grillet / Pascal Obispo, Jok' a' face , Amoria Draoua                   | 2:58  |
| 8.  | Ce qui tue l'amour       | Pierre Grillet / Jok' a' face , Amoria Draoua                                  | 2:49  |
| 9.  | Tweet                    | Zazie / Pascal Obispo, Mickaël Zibi                                            | 3:22  |
| 10. | Charles est stone        | Zazie / Laurent Konrad, Pascal Obispo                                          | 2:44  |
| 11. | Mylène Farmer            | Lionel Florence / Jan Pham Huu Tri, Pascal Obispo, et John Mamann              | 3:09  |
| 12. | Plus de bye-bye          | Pierre Grillet / Pascal Obispo, Michaël Malih                                  | 3:55  |

## Récompenses et nominations

### Nommé
La Chanson de l'année
- Chanson de l'année 2014 par Blonde

## Classements

### Hebdomadaires
| Classement (2014)                | Meilleure position |
| -------------------------------- | ------------------ |
| Belgique (Wallonie Ultratop)     | 19                 |
| France (SNEP)                    | 20                 |
| France Téléchargé (SNEP)         | 12                 |
| Mexique International (Amprofon) | 51                 |
| Suisse (Schweizer Hitparade)     | 79                 |